# Manuela Henkel
Manuela Henkel (Neuhaus am Rennweg, 4 december 1974) is een voormalig langlaufster uit Duitsland. Ze vertegenwoordigde haar vaderland op de Olympische Winterspelen 1998 in Nagano, de Olympische Winterspelen 2002 in Salt Lake City en de Olympische Winterspelen 2006 in Turijn.

## Resultaten

### Olympische Winterspelen
| Jaar | Plaats         | Resultaten                                                     |
| ---- | -------------- | -------------------------------------------------------------- |
| 1998 | Nagano         | 36e 15 km klassiek 5e 4 x 5 km estafette                       |
| 2002 | Salt Lake City | 20e 2 x 5 km achtervolging km · DNF 30 km · 4 x 5 km estafette |
| 2006 | Turijn         | 52e 15 km achtervolging                                        |

1956: Polkunen, Hietamies, Rantanen ·
1960: Johansson, Strandberg, Ruthström ·
1964: Koltsjina, Meksjilo, Bojarskich ·
1968: Aufles, Enger-Damon, Mørdre ·
1972: Moechatsjeva, Oljoenina, Koelakova ·
1976: Baldytsjeva, Amosova, Smetanina, Koelakova ·
1980: Rostock, Anding, Hesse-Schmidt, Petzold ·
1984: Nybråten, Jahren, Pettersen, Aunli ·
1988: Nagejkina, Gavriljoek, Tichonova, Reztsova ·
1992: Jegorova, Välbe, Smetanina, Lazoetina ·
1994: Jegorova, Välbe, Gavriljoek, Lazoetina ·
1998: Lazoetina, Danilova, Gavriljoek, Välbe ·
2002: Henkel, Bauer, Künzel, Sachenbacher ·
2006: Baranova, Koerkina, Tsjepalova, Medvedeva ·
2010: Skofterud, Johaug, Steira, Bjørgen ·
2014: Ingemarsdotter, Wikén, Haag, Kalla ·
2018: Østberg, Jacobsen, Haga, Bjørgen ·
2022: Stoepak, Neprjajeva, Sorina, Stepanova
- Gemeinsame Normdatei: 143118226
- Virtual International Authority File: 160777206